# Toury-sur-Jour
Toury-sur-Jour település Franciaországban, Nièvre megyében. Lakosainak száma 124 fő (2022. január 1.). Toury-sur-Jour Aurouër, Villeneuve-sur-Allier, Azy-le-Vif, Chantenay-Saint-Imbert, Dornes, Neuville-lès-Decize és Tresnay községekkel határos.

## Népesség
A település népessége az elmúlt években az alábbi módon változott:
| Lakosok száma | 123  | 121  | 122  | 120  | 120  | 119  | 120  | 122  | 124  |
|               | 2013 | 2015 | 2016 | 2017 | 2018 | 2019 | 2020 | 2021 | 2022 |